# Champagnier
Champagnier település Franciaországban, Isère megyében. Lakosainak száma 1506 fő (2022. január 1.). Champagnier Varces-Allières-et-Risset, Échirolles, Jarrie és Le Pont-de-Claix községekkel határos.

## Népesség
A település népességének változása:
| Lakosok száma | 591  | 683  | 961  | 1088 | 1278 | 1239 | 1226 | 1214 | 1306 | 1506 |
|               | 1968 | 1982 | 1999 | 2006 | 2012 | 2015 | 2017 | 2018 | 2020 | 2022 |